# Gruppa B (Sowjetunion) 1937
Die Gruppa B 1937 war die zweite Spielzeit der zweithöchsten sowjetischen Fußballliga. Sie begann am 23. Juli und endete am 12. Oktober 1937.
Die Vereinbarungen für die nächste Saison wurden geändert. Neben Meister Spartak Leningrad stiegen alle Teilnehmer, mit Ausnahme des letztplatzierten Dynamo Kasan auf. Absteiger gab es nicht.

## Modus
Die sieben teilnehmenden Mannschaften spielten jeweils zweimal gegeneinander. Für einen Sieg gab es drei Punkte, für ein Unentschieden zwei Punkte, für eine Niederlage einen Punkt. Für das Nichtantreten gab es keinen Punkt. Absteiger der letzten Erstligasaison ZDKA Moskau wurde nach zwei Spielen wieder in die höchste Liga aufgenommen.

## Abschlusstabelle
| Pl. | Verein             | Sp. | S | U | N | Tore    | Quote | Punkte | Republik |
| --- | ------------------ | --- | - | - | - | ------- | ----- | ------ | -------- |
| 1.  | Spartak Leningrad  | 12  | 6 | 2 | 4 | 019:130 | 1,46  | 26     | RUS      |
| 2.  | Dynamo Rostow      | 12  | 6 | 2 | 4 | 019:140 | 1,36  | 26     | RUS      |
| 3.  | Temp Baku          | 12  | 6 | 1 | 5 | 019:140 | 1,36  | 25     | AZE      |
| 4.  | Stalinez Leningrad | 12  | 5 | 3 | 4 | 022:180 | 1,22  | 25     | RUS      |
| 5.  | Stalinez Moskau    | 12  | 5 | 3 | 4 | 016:170 | 0,94  | 25     | RUS      |
| 6.  | Torpedo Moskau     | 12  | 4 | 4 | 4 | 016:180 | 0,89  | 24     | RUS      |
| 7.  | Dynamo Kasan (N)   | 12  | 1 | 3 | 8 | 011:280 | 0,39  | 17     | RUS      |

Sieg = 3 Pkt. – Remis = 2 Pkt. – Niederlage = 1 Pkt. – Nichtantreten = 0 Pkt.